# Egyesült Marxista Munkáspárt
Az Egyesült Marxista Munkáspárt (spanyolul Partido Obrero de Unificación Marxista, POUM) spanyol marxista, anarchista párt volt, mely a spanyol polgárháború idején működött. 1937-ben a kommunisták a pártot betiltották.
A POUM-ot 1935-ben Andrés Nin és Joaquín Maurín alapították. Elődszervezetei az ICE és a BOC voltak. Trockij eszméi befolyásolták, de később elszakadt a trockizmustól. 
A CNT-FAI anarchista politikai tömörüléshez közelálló szervezet, amelynek milíciája részt vett a spanyol polgárháborúban. Szembekerült a sztálinizmussal, bírálta a Kominternt és a Spanyol Népfrontot, amelynek ennek ellenére tagja volt. A szervezet megpróbálta a népfront-kormányon keresztül vinni radikálisabb forradalmi nézeteit is, de ezek megbuktak, Nin távozni kényszerült a kabinetből. 
A szervezet az akkori hivatalos kommunista álláspont szerint trockista jellegű volt, és Franco kémei alkották.
1937-ben a spanyol kormány betiltotta. Andrés Nint elrabolták, megkínozták és megölték. Az ezt követő felháborodás miatt a szovjet NKVD-vel kapcsolatban álló „szakértők” közül Gerő Ernőt (mozgalmi nevén Pedrót) kénytelenek voltak visszavonni.